# Potok Musulinski
 Potok Musulinski  falu Horvátországban, Károlyváros megyében. Közigazgatásilag Ogulinhoz tartozik.

## Fekvése
Károlyvárostól 44 km-re délnyugatra, községközpontjától 8 km-re nyugatra, a Klek-hegy délnyugati lábánál fekszik.

## Története
Településrészei közül Musulinski Potok és Bjelsko a 17. században, Mrkoplja és Ravne Gore a 18. században, Ponorac, Debeli Lug, Brezno Drežničko, Modruša és Kunića a 19. században népesült be. 
A Rudolf út 1874-től halad el Soviljice, Žnjidavac és Tisovac Jasenački erdei telepek közelében. Bjelsko az egyetlen településrész, amely közvetlenül az út mellett fekszik. Ezért mivel autóval is könnyen megközelíthető a kleki hegyi túrák fő kiindulópontja.
A falunak 1880-ban 245, 1910-ben 669 lakosa volt. Trianonig Modrus-Fiume vármegye Ogulini járásához tartozott. 
2011-ben 91 lakosa volt.

## Lakosság
| Lakosság változása | Lakosság változása | Lakosság változása | Lakosság változása | Lakosság változása | Lakosság változása | Lakosság változása | Lakosság változása | Lakosság változása | Lakosság változása | Lakosság változása | Lakosság változása | Lakosság változása | Lakosság változása | Lakosság változása | Lakosság változása |
| ------------------ | ------------------ | ------------------ | ------------------ | ------------------ | ------------------ | ------------------ | ------------------ | ------------------ | ------------------ | ------------------ | ------------------ | ------------------ | ------------------ | ------------------ | ------------------ |
| 1857               | 1869               | 1880               | 1890               | 1900               | 1910               | 1921               | 1931               | 1948               | 1953               | 1961               | 1971               | 1981               | 1991               | 2001               | 2011               |
| 0                  | 0                  | 245                | 564                | 657                | 669                | 708                | 870                | 495                | 484                | 462                | 232                | 176                | 145                | 126                | 91                 |

## Nevezetességei
Bjelsko település geomorfológiai látványossága a Visibaba, egy 9 méter magas bizarr sziklameredély.